# Bolitoglossa oaxacensis
Bolitoglossa oaxacensis är en groddjursart som beskrevs av Parra-Olea, García-París och David Burton Wake 2002. Bolitoglossa oaxacensis ingår i släktet Bolitoglossa och familjen lunglösa salamandrar. IUCN kategoriserar arten globalt som otillräckligt studerad. Inga underarter finns listade.